# Poço gravitacional

Modelo de poço gravitacional em torno de um corpo massivo.

Em física, um poço gravitacional é o campo potencial em torno de um corpo massivo (um tipo de poço potencial). Quanto mais massivo o corpo em questão, maior e mais profundo o seu poço gravitacional. Modelos de poços gravitacionais são por vezes utilizados para ilustra mecânica orbitais. Poços gravitacionais são por vezes confundidos com diagramas de relatividade geral, mas os dois conceitos não são relacionados.